# Aino Lohikoski
Aino Lohikoski (4 de marzo de 1898-12 de junio de 1981) fue una actriz teatral, cinematográfica y televisiva finlandesa.

## Biografía
Su nombre completo era Aino Sofia Lohikoski, y nació en Helsinki, Finlandia. Antes de dedicarse a la interpretación trabajó como oficinista. Estudió canto con Annikki Uimonen y con Greta Aaltonen-Saarinen. Lohikoski inició su carrera profesional en el Teatro Työväen de Kuopio en 1920. Actuó más adelante en el Työväen Teatteri de Víborg, así como en el Koiton Näyttämö y el Kansan näyttämö, ambos en Helsinki.
Entre sus papeles teatrales figuran el principal en la obra de Minna Canth Anna Liisa, Liisa en Pohjalaisia y Desdémona en Otelo. En el clásico de Canth, Työmiehen vaimo, Lohikoski fue Homsantuu. La actriz representó también operetas, entre ellas Onnetar, Katja y Frasquita.
Aino Lohikoski actuó en varias decenas de largometrajes, encarnando a menudo a personajes como madres, tías, amas de casa y sirvientas. Su carrera en el cine se inició en 1925 interpretando a Liisa en la cinta muda de Jalmari Lahdensuo Pohjalaisia. Sin embargo, no trabajó regularmente en el cine hasta 1934. Durante la Segunda Guerra Mundial actuó, entre otras, en cintas de la serie dedicada a la Familia Suominen. Su último largometraje fue una producción basada en una historia de Väinö Linna, Akseli ja Elina, dirigida por Edvin Laine en 1970. Además de sus trabajo para la gran pantalla, Lohikoski actuó en varias producciones televisivas y fue narradora de varios documentales.
Aino Lohikoski falleció en Helsinki en el año 1981. Había estado casada con el director Orvo Saarikivi, y tuvo una hija, Seija, y un hijo, el actor y director Martti Saarikivi.

## Filmografía (cine)
- 1925: Pohjalaisia
- 1934: Minä ja ministeri
- 1935: Kaikki rakastavat
- 1936: Vaimoke
- 1936: Mieheke
- 1937: Miehen kylkiluu
- 1937: Juurakon Hulda
- 1938: Poikamiesten holhokki
- 1938: Niskavuoren naiset
- 1938: Markan tähden
- 1938: Laivan kannella
- 1939: Vihreä kulta
- 1939: Punahousut
- 1939: Hätävara
- 1939: Avoveteen
- 1940: Tottisalmen perillinen
- 1940: Kyökin puolella
- 1940: Jumalan myrsky
- 1940: Anu ja Mikko
- 1941: Totinen torvensoittaja
- 1941: Poikamies-pappa
- 1941: Antreas ja syntinen Jolanda
- 1942: Varaventtiili
- 1942: Suomisen Ollin tempaus
- 1942: Rantasuon raatajat
- 1942: Puck
- 1942: Oi, aika vanha, kultainen...!
- 1942: Avioliittoyhtiö
- 1943: Yrjänän emännän synti
- 1943: Valkoiset ruusut
- 1943: Tyttö astuu elämään
- 1943: Synnitön lankeemus
- 1943: Suomisen taiteilijat
- 1944: Sylvi
- 1944: Suomisen Olli rakastuu
- 1944: Ballaadi
- 1945: Vain sinulle
- 1945: Suomisen Olli yllättää
- 1945: Anna Liisa
- 1946: Viikon tyttö
- 1946: Synnin jäljet
- 1946: Nuoruus sumussa
- 1947: Särkelä itte
- 1947: Pimeänpirtin hävitys
- 1947: Maaret – tunturien tyttö
- 1947: Kuudes käsky
- 1947: Hedelmätön puu
- 1948: Soita minulle, Helena!
- 1948: Neljästoista vieras
- 1949: Rosvo Roope
- 1949: Jossain on railo
- 1950: Amor hoi!
- 1951: Kesäillan valssi
- 1952: Hän tuli ikkunasta
- 1953: Sillankorvan emäntä
- 1953: Maailman kaunein tyttö
- 1954: Rakastin sinua, Hilde
- 1954: Onnelliset
- 1954: Morsiusseppele
- 1955: Tähtisilmä
- 1956: Silja – nuorena nukkunut
- 1958: Mies tältä tähdeltä
- 1959: Punainen viiva
- 1970: Akseli ja Elina